# Сарсак
Сарсак (тат. Сарсак) — река в России, протекает в Удмуртии и Татарстане. Левый приток реки Чаж (бассейн Ижа).

## География
Длина реки составляет 22 км. Исток в деревне Карашур Можгинского района Удмуртии (на холмах Можгинской возвышенности в 20 км к юго-востоку от города Можга). Течёт на юго-восток вдоль населённых пунктов Большая Кибья, Зобнино, Туташево и попадает в Агрызский район Татарстана, где сразу же принимает правый приток Биер-Сарсак. В низовьях на левом берегу деревня Татарский Тансар, ниже которой река принимает притоки Быргынды (левый) и Куран (правый). Впадает в Чаж в 14 км от его устья по левому берегу напротив деревни Сарсак-Омга.
В бассейне реки расположены также деревни Пойкино, Кадрали, Сарсак-Арема.

## Данные водного реестра
По данным государственного водного реестра России относится к Камскому бассейновому округу, водохозяйственный участок реки — Иж от истока и до устья, речной подбассейн реки — бассейны притоков Камы до впадения Белой. Речной бассейн реки — Кама.
Код водного объекта в государственном водном реестре — 10010101212111100027293.